# Leuchtstoffwerk Breitungen
Die Leuchtstoffwerk Breitungen GmbH (LWB) ist ein Unternehmen der Chemischen Industrie mit Sitz in Breitungen im Landkreis Schmalkalden-Meiningen in Thüringen. Das 1948 gegründete Unternehmen stellt Leuchtstoffe, Pigmente und Chemikalien her.

## Geschichte

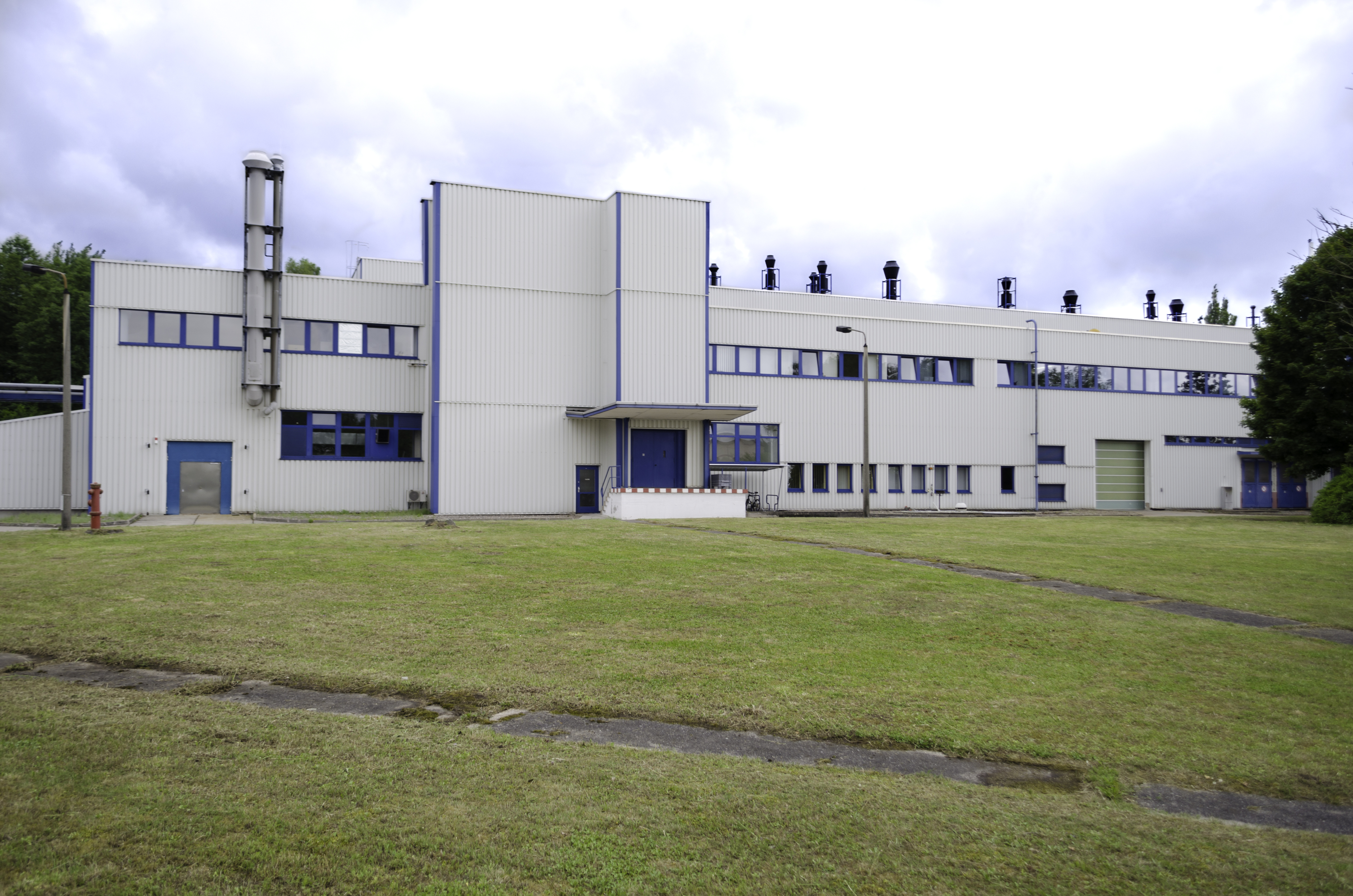
Werksansicht Leuchtstoffwerk Breitungen GmbH

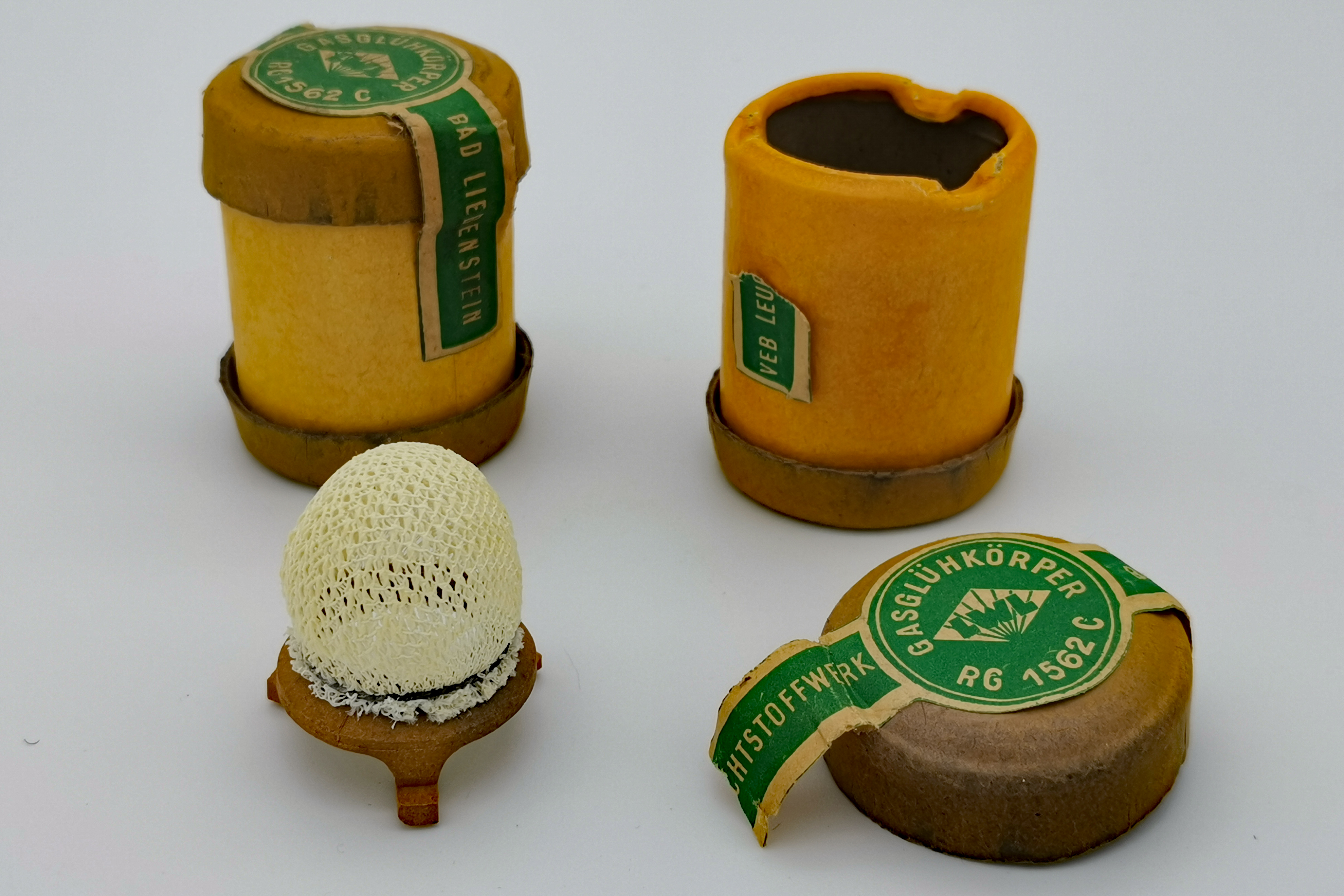
Originalverpackung und ausgepackter Gasglühkörper (Glühstrumpf) aus der Produktion des VEB Leuchtstoffwerk Bad Liebenstein LWL

Das Unternehmen wurde im Jahre 1948 auf dem Gelände der Firma Ludwig Heller und VEB Metallwaren als Nachfolgebetrieb des Leuchtstoffwerkes Steinbach unter dem Namen Leuchtstoffwerk Bad Liebenstein in der gleichnamigen Stadt als Volkseigener Betrieb für die Herstellung von Oszilloskop-Leuchtstoffen gegründet. Es war damals der einzige bedeutende Betrieb dieser Art in der Sowjetischen Besatzungszone. Der neu gegründete Betrieb war der Vereinigung Volkseigener Betriebe (VVB) Papier/Chemie Thüringen angegliedert 1951 begann das Unternehmen mit eigener Forschungs- und Entwicklungstätigkeit.
1972 wurde eine weitere Betriebsstätte in Breitungen/Werra errichtet, 1980 folgte dort der Bau einer Fabrik zur Herstellung von Farbfernseh-Leuchtstoffen und Zinksulfid, die 1984 fertiggestellt wurde und ihren Betrieb aufnahm. Zwei Jahre später wurde das Produktportfolio um Spezialchemikalien und Dreibandenleuchtstoffe (für Energiesparlampen) erweitert. Aufgrund der Herstellung von Röntgenleuchtstoffen war der VEB Leuchtstoffwerk Bad Liebenstein zeitweise dem Pharmazeutischen Kombinat GERMED zugeordnet. Später wurde der Betrieb als VEB Mikroelektronik Leuchtstoffwerk Bad Liebenstein Teil des Kombinats Mikroelektronik Erfurt. Als 1990 nach der politischen Wende in der DDR die staatlichen Betriebe privatisiert wurden, suchte man zunächst vergeblich nach einem Käufer für das Leuchtstoffwerk. 1992 wurde das Werk Bad Liebenstein geschlossen und die Fertigung komplett nach Breitungen verlagert. Ein Jahr später wurde die Leuchtstoffwerk Breitungen GmbH gegründet. Das Unternehmen spezialisierte sich auf Sonderleuchtstoffe und Spezialpigmente, schrieb an mehreren Patenten mit. Ab 1997 wurden zusätzlich Sonderleuchtstoffe, Spezialpigmente, Farbfernseh-Leuchtstoffe, LED-Leuchtstoffe (Silikate) sowie Nitrid- und YAG-Leuchtstoffe produziert. 1999 erwarb das Werk die Fertigung zur Herstellung von Farbfernseh-Leuchtstoffen von Philips in Eindhoven. 2002 erhielt das Unternehmen den großen Mittelstandspreis der Oskar-Patzelt-Stiftung. Das Leuchtstoffwerk Breitungen war zeitweise der drittgrößte Hersteller von Farbfernsehleuchtstoffen.
Seit 2012 ist das Leuchtstoffwerk Breitungen ein Tochterunternehmen der österreichischen Treibacher Industrie AG und der Treibacher Industrieholding.

## Produkte
Zur Produktpalette gehören u. a. Leuchtstoffe für die Lichttechnik und LEDs, Röntgendiagnostik, LPD-Technologie. Pigmente, wie Fluoriszierende Materialien zur Verwendung in Farben & Lacken, Textil- & Zellulose-Fasern, Masterbatches & Kunststoffen sowie Keramiken & Beschichtungen. Elektroluminiszierende Phosphore für Werbung und Hintergrundbeleuchtung. Ferner anorganische Spezialchemikalien und Nano-Pigmente.

## Umweltauswirkungen
Nach Schließung des Werkes Bad Liebenstein wurde festgestellt, dass am Standort, inmitten des Kurviertels der Kurstadt, Boden und Grundwasser massiv mit Schadstoffen, vor allem Cadmium belastet sind. Auch das Gewässer Grumbach war hiervon betroffen. Im Jahr 2000 übernahm die Thüringer Grundstückssanierungsgesellschaft mbH die Industriebrache im Auftrag des Freistaates Thüringen und leitete Maßnahmen zum Abriss des Betriebes und der Altlastensanierung ein. Ab 2003 wurde zweieinhalb Jahre lang das Werk abgerissen und ca. 35.000 t kontaminierter Boden und Bachsediment beräumt. Die Sanierungskosten, die vom Staat getragen wurden, beliefen sich auf ca. 4,2 Millionen Euro. Noch heute liegt der Cadmiumgehalt im Oberboden über dem Vorsorgewert, aber unterhalb des Maßnahmenwertes der Bundesbodenschutzverordnung und steht als Boden-Dauerbeobachtungsfläche unter ständiger Überwachung durch die Thüringer Landesanstalt für Umwelt und Geologie.
Bis in die Gegenwart erfolgt die Einleitung des Produktionsabwassers am Standort Breitungen in die Werra. 2008 teilte 
das Thüringer Ministerium für Landwirtschaft, Naturschutz und Umwelt in Beantwortung einer kleinen Anfrage der Abgeordneten Frank Kuschel und Maik Nothnagel mit, dass dies auf Grundlage einer unbefristet erteilten wasserrechtlichen Nutzungsgenehmigung zur Einleitung von Sanitär-, Produktions- und Niederschlagswasser aus dem Jahr 1988 beruht. Als Rechtsnachfolger habe das Leuchtstoffwerk Breitungen 1993 einen Antrag auf Erteilung einer neuen wasserrechtlichen Erlaubnis zur direkten Einleitung ihrer Abwässer in die Werra gestellt.